# Олимпијски центар за водене спортове (Лондон)
Олимпијски центар водених спортова (енгл. London Aquatics Centre) је вишенаменска спортска дворана намењена такмичењима у воденим спортовима и изграђена је за потребе Летњих олимпијских игара 2012. у Лондону (Уједињено Краљевство). Налази се у Олимпијском парку у источном Лондону. Дворана за водене спортове се налази непосредно уз Ватерполску арену и наспрам Олимпијског стадиона.
У оквиру центра налазе два олимпијска базена дужине 50 м, од којих један служи за пливачка такмичења а други за припреме спортиста, и базена дужине 25 м намењеног скоковима у воду. Капацитет дворане је 17.500 гледалаца у току Олимпијских игара, док ће се касније тај број смањити на 2.500. У овој дворани одржават ће се такмичења у пливању, скоковима у воду, синхронизованом пливању и пливачки део модерног петобоја.

## Карактеристике
Пројекат дворане урадио је архитекта Заха Хадид још 2004. и одликује се карактеристичном архитектуром са закривљеним кровом. Градња је почела у јулу 2008. и трајала је три године (до јула 2011). Грађевина је висока 45 м, дугачка 160 м а широка 80 метара.
Целокупна конструкција почива на свега два потпорна ослонца, један на северном делу грађевине, а други у виду потпорног зида на јужном делу грађевине. Цела челична кровна конструкција је тешка 3.200 тона и покривена је алуминијумским плочама. Површина крова је 1.042 м². Торањ са 6 скакаоница изнад мањег базена за скокове у воду изграђен је од 462 тоне бетона. На плафону се налази 30.000 комада дрвених панела. У сва три базена стане око 10.000 л воде.
Тренутни капацитет за Олимпијске игре је 17.500 седећих места, а после игара две трибине ће бити уклоњене и тиме капацитет смањен на 2.500 места.